# 긴스이촌
긴스이촌(銀水村)은 후쿠오카현의 남부, 미이케군에 있던 촌이다.

## 역사
- 1889년 4월 1일 - 정촌제 시행에 의해 미이케군 시라가네촌, 다치바나촌, 미야베촌, 구부키촌, 다쿠마촌, 구사키촌, 시라카와촌이 합병해 성립하였다.
- 1941년 4월 1일 - 오무타시에 편입되었다.

## 교통

### 철도
- 일본국유철도
  - 가고시마 본선